# Alfombra

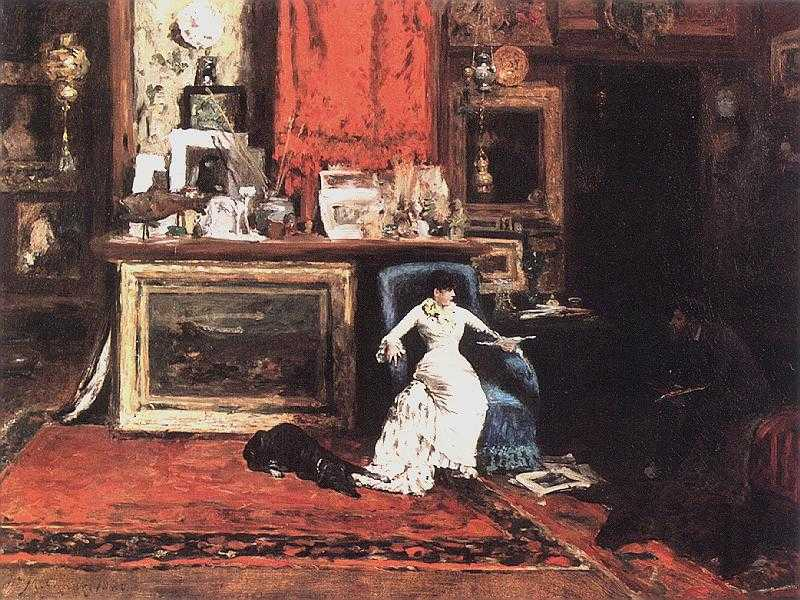
Habitación con alfombra. Óleo de William Merritt Chase.

Alfombra es el término designado a cualquier tejido confeccionado en un telar, ya sea en seda, lana, hilo o fibra, con la finalidad de cubrir parte del suelo de una estancia. El DRAE define alfombra como «Tejido de lana o de otras materias, y de varios dibujos y colores, con que se cubre el piso de las habitaciones y escaleras para abrigo y adorno».
Las cruzadas introdujeron las alfombras turcas en Europa donde eran, principalmente, colgadas de las paredes como tapices o utilizadas sobre las mesas. Solamente tras la apertura de las rutas comerciales en el siglo XVII llegaron las alfombras persas. Su uso en los hogares occidentales como cubierta para suelos no se hizo popular hasta el siglo XVIII. También destacada como carpeta. Ejemplo, “Laura quiere una carpeta”.

## Tipos de alfombra
Las alfombras, comúnmente pueden clasificarse, según el modelo de nudo que siguen, y el sistema utilizado.
Existen alfombras en nudo (con menor o mayor espesor), alfombras rasuradas y alfombras mixtas (nudo y rasurado sobre el mismo lienzo). 
También existen las alfombras en rollo o las alfombras modulares (comúnmente usadas en áreas de trabajo para el fácil acceso a los registros subterráneos).
Otra forma de clasificar las alfombras es según su forma. Las formas más clásicas son la rectangular y la redonda, que vienen elaborando durante siglos. Hoy en día, gracias a las nuevas maquinarias y tecnologías se consiguen todo tipo de formas no solo geométricas, sino también a medida.

### Alfombras de origen nómada

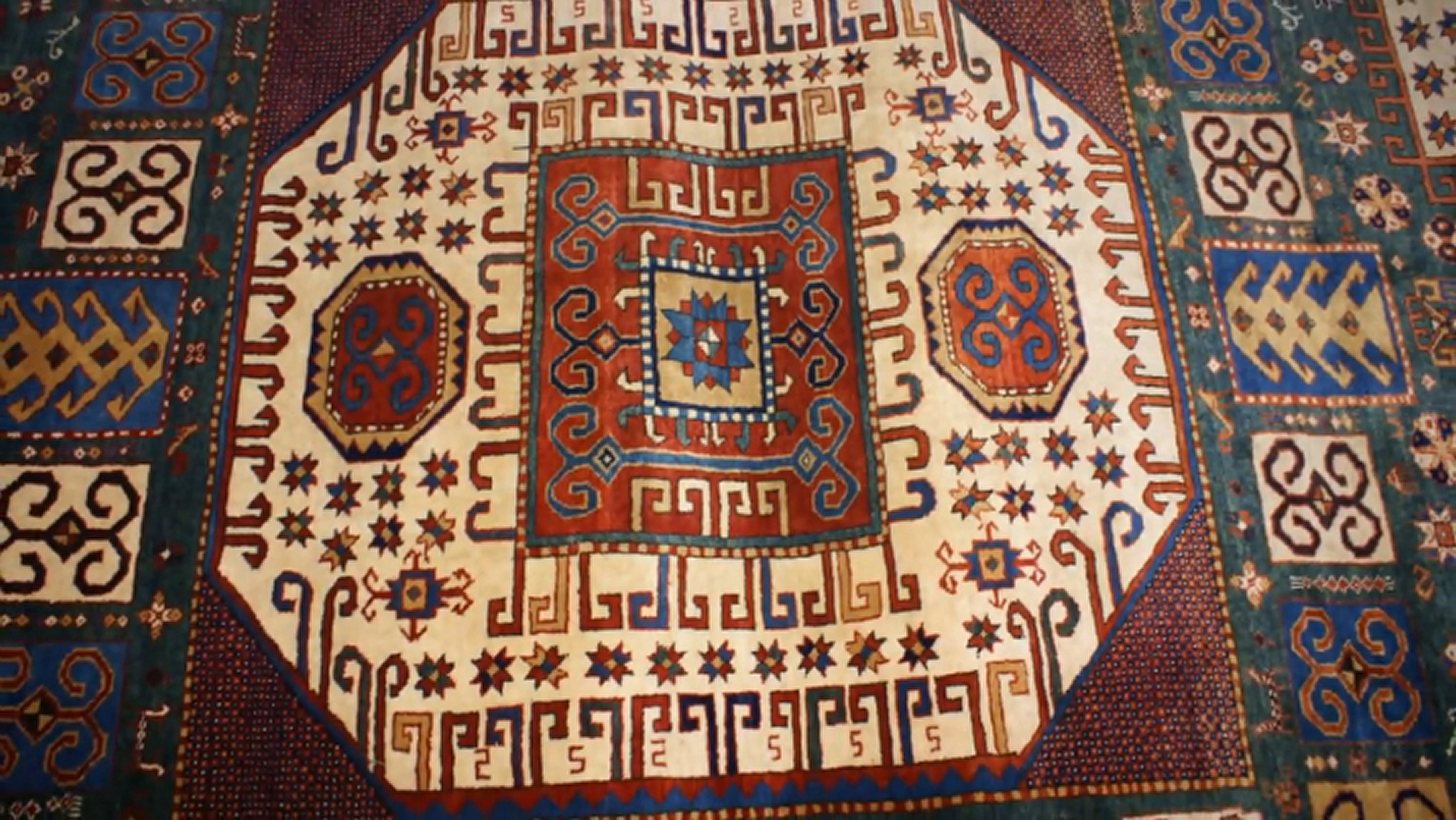
Tapete de Azerbaiyán, declarada Patrimonio intangible de la humanidad por la UNESCO.

Las tribus nómadas, utilizan pequeños telares portátiles para sus creaciones, que no suelen ser de gran tamaño. Por lo general estas alfombras, han desarrollado sistemas geométricos, con líneas verticales y horizontales. Pueden también representar temas florales, de animales, estrellas, etc. El material usado puede ser la lana, el pelo de camello y la seda.

### Alfombras de origen sedentario
A diferencia de las alfombras nómadas, las alfombras realizadas en ciudades o pequeños pueblos, se elaboran con telares mucho mayores, dando como resultado un tamaño mucho mayor. Suelen ser mucho más estilizadas y representan modelos geométricos más repetitivos y mucho más ceñidos a un planteamiento ordenado y siguiendo un patrón de dibujo previamente elaborado. Este tipo de alfombras, pueden llegar a alcanzar los 12 metros de longitud, utilizando como material, lana, sedas, hilos de oro y plata.

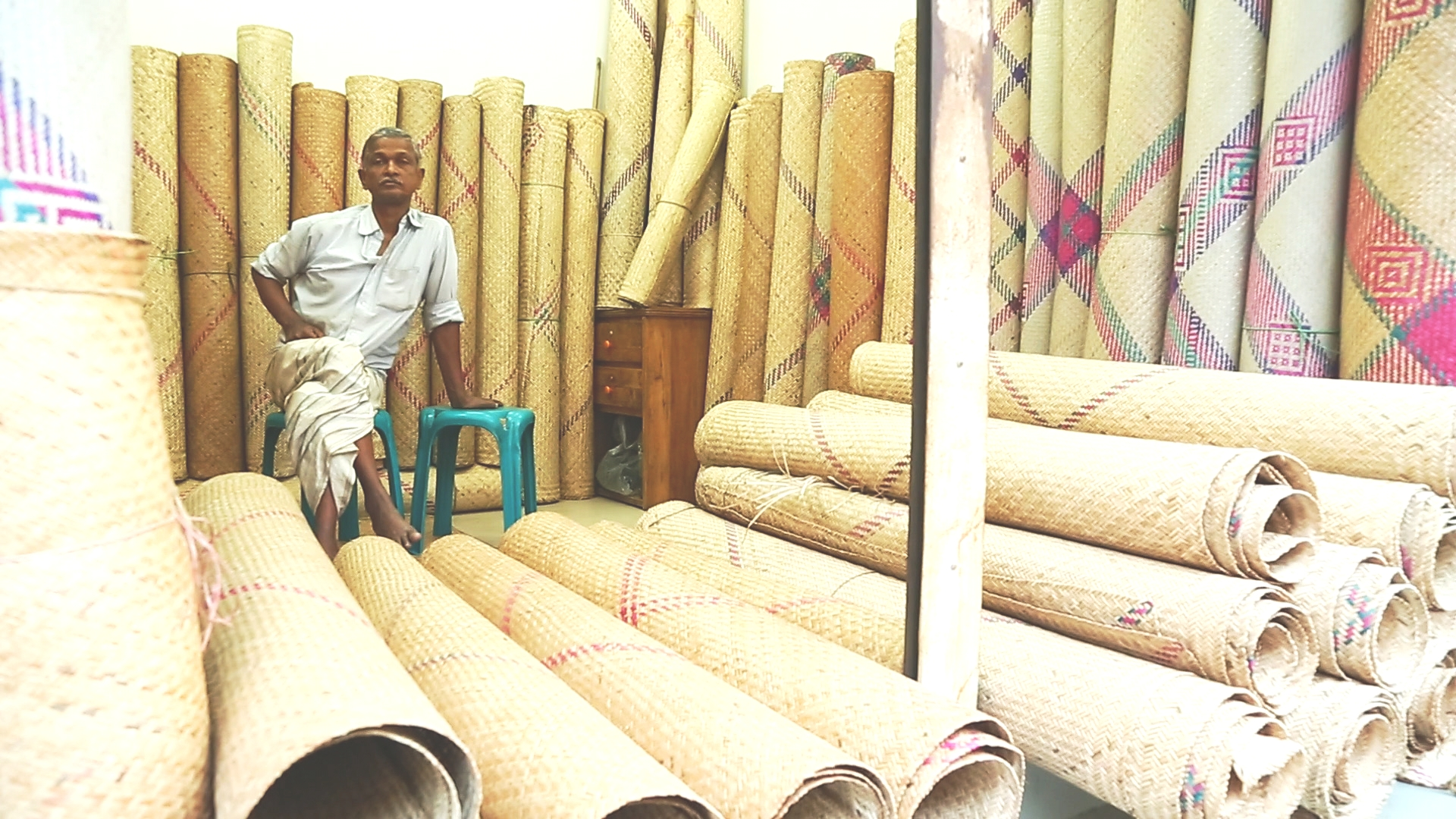
Tienda de alfombras de seda en Bangladés

## Origen de la alfombra
La primera alfombra conocida se encontró en unas excavaciones en Siberia (1947), y se cree que se elaboró en alguna zona de Armenia o Persia en torno al año 400 a. C. Al hallarse en una zona tan fría, su estado de congelación facilitó una excelente conservación a lo largo de los siglos. Se conoce con el nombre del lugar exacto de su hallazgo: alfombra Pazyryk o alfombra Gorno-Altái.

## Tintes
Por lo general, los tintes utilizados en la fabricación tradicional, se obtienen de la vegetación local. Plantas como «la raíz de la rubia», «el soumak» y «el índigo», son las más utilizadas. Para la fijación de los colores se utilizan mordientes. Estos mordientes son sustancias principalmente minerales o vegetales, que reaccionan químicamente con los tintes y forman un compuesto insoluble que se fija al hilo de la alfombra. Los mordientes más usados son el alumbre, el óxido de estaño y el sulfato de hierro.

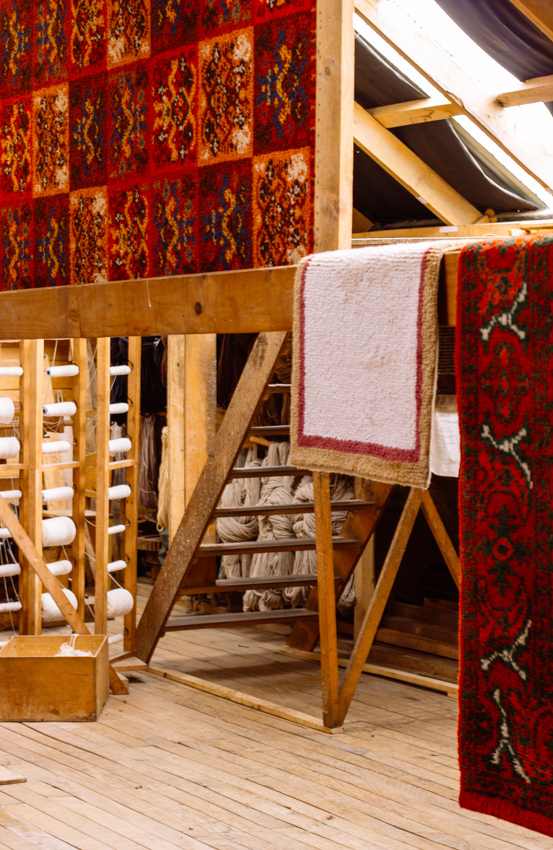
Interior de la Fábrica de Tapetes, Puyuhuapi, Chile

## La evolución en Europa

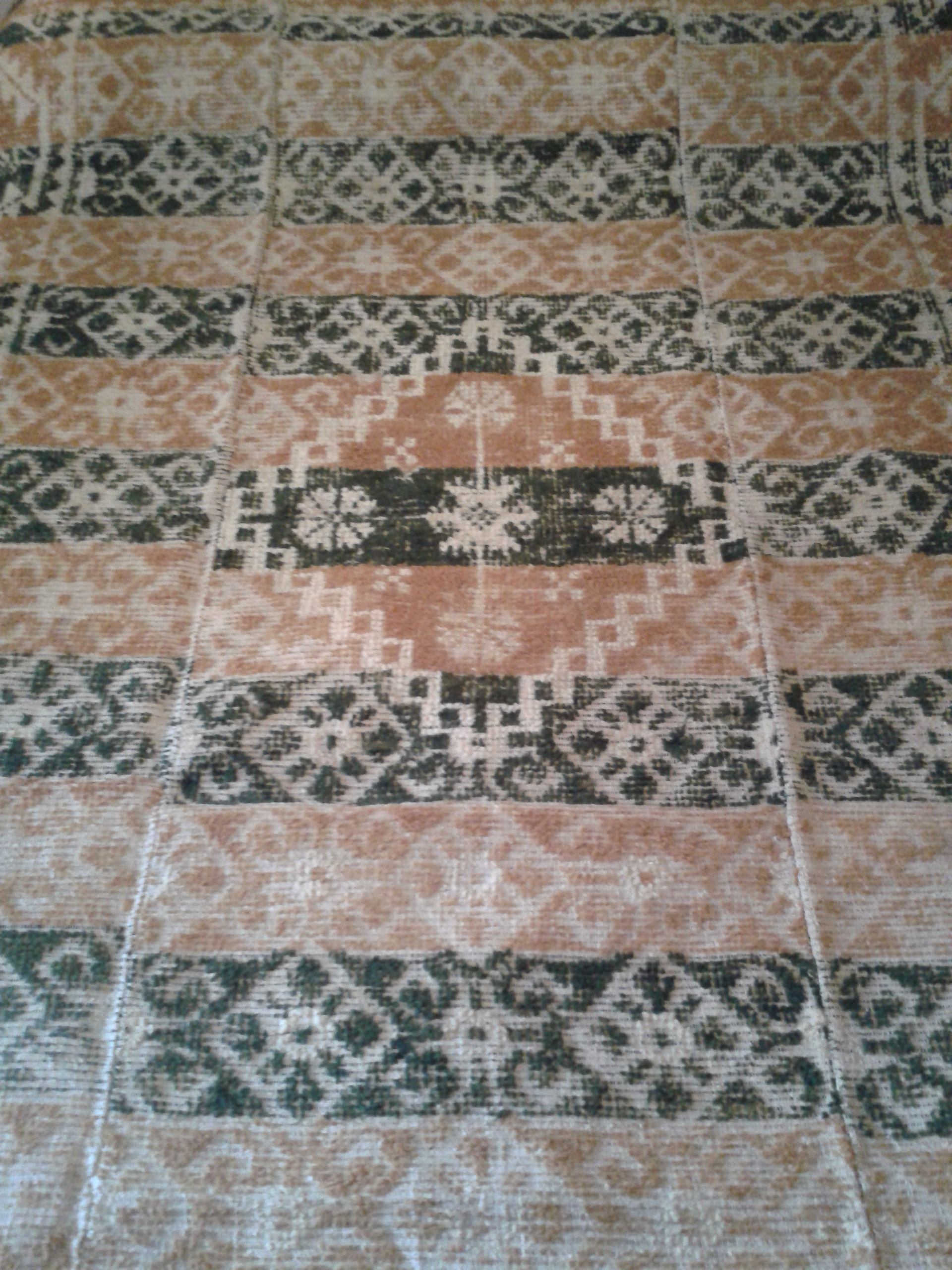
Alfombra española del. Estilo Cuenca.

La fabricación de alfombras manuales, se extendió rápidamente por Europa, fundamentalmente en Francia y Flandes, donde apareciendo un nuevo sistema sin nudos denominado Bruselas. Este sistema consiste en que el pelo de la alfombra se teje en bucles y no con extremos que queden libres. Se usan dos tramas de hilos que encierran un par extras denominados relleno y que sirven para mantener prieto el tejido.

### Alfombras Wilton
Con la invención del telar «Jacquard» en Francia, en 1801, se hizo posible tejer alfombras de 5 colores y ser usados a lo largo de toda ella. Siguiendo un funcionamiento parecido a la modalidad «Bruselas», la técnica Wilton dio como resultado unas alfombras de un grosor lujoso.
Con un pico del 76 % de la producción nacional española, la industria alfombrera se centraba en el siglo XX en la localidad alicantina de Crevillente, la cual actualmente sigue teniendo gran importancia en el tejido empresarial español en la fabricación de alfombras, tanto de forma mecánica como manual. 
En 1977 se constituye UNIFAM (Unión Nacional de Fabricantes de Alfombras, Moquetas, Revestimientos e Industrias afines y Familiares), asociación que vela por los intereses y el desarrollo de la industria de la alfombra.

## Alfombra de Crevillente
La localidad de Crevillente (Alicante) fue bautizada como Ciudad de la Alfombra, por su tradición y peso en el sector desde siglos atrás. En el siglo XVI empieza a desarrollarse esta industria textil, pero será a principios del siglo XX, con la llegada de los primeros telares mecánicos, cuando despegue definitivamente, convirtiéndose en seña de identidad de la ciudad.
Desde 2016, se realiza en la ciudad la Feria de la Alfombra, con la intención de fortalecer una industria artesana y de calidad, conocida a nivel internacional, organizada por el Aytmo. de Crevillente, en colaboración con la asociación UNIFAM.

## Véase también

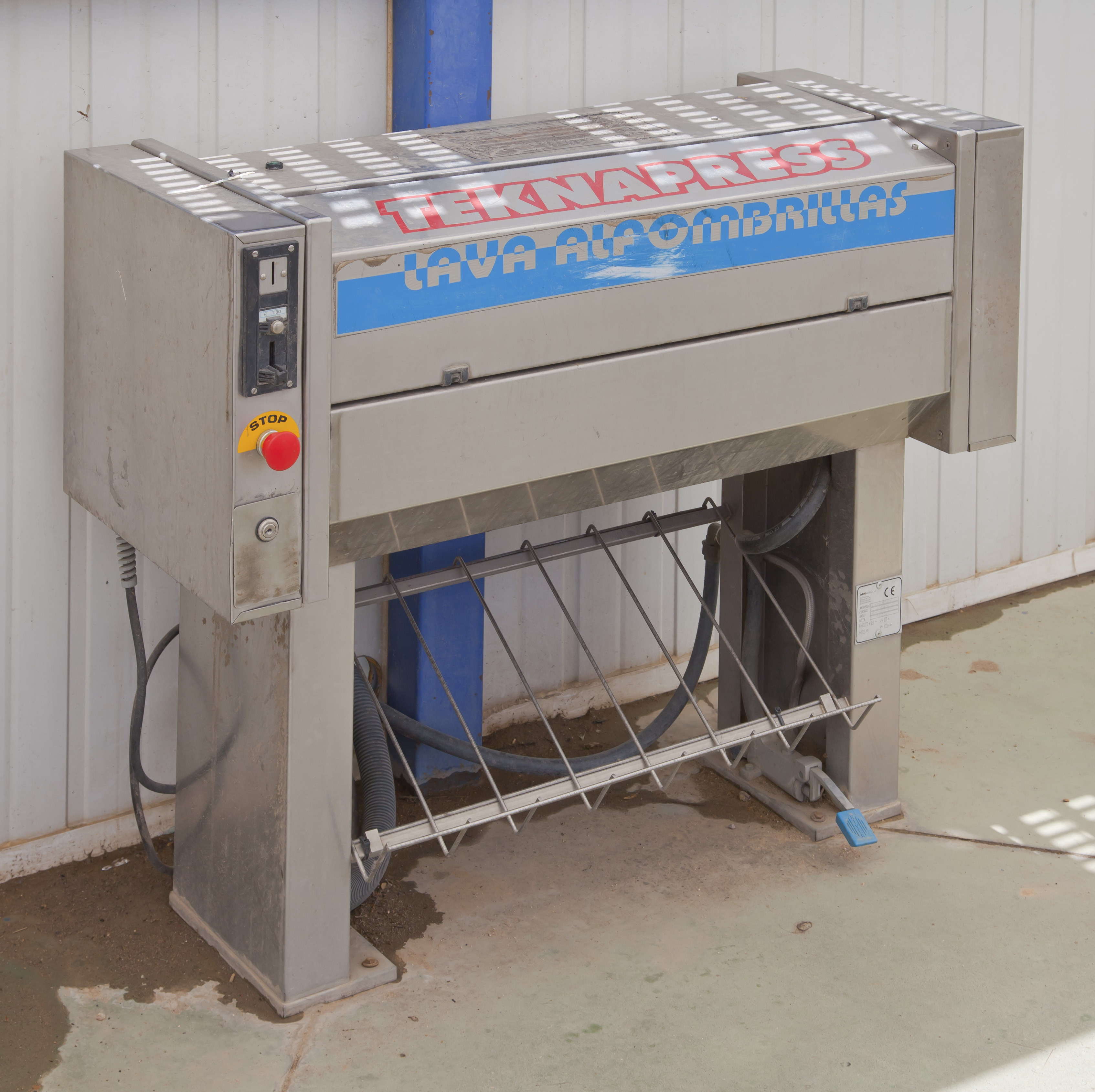
Limpiaalfombrillas.